# Joaquim Rei i Esteve
Joaquim Rei i Esteve (Mentui (actualment al Pallars Sobirà), 3 de desembre de 1775 - Barcelona, 14 de gener de 1850). Fou baró del senyoriu de Mentui així com advocat i diputat.

## Biografia
Era fill de Josep Rey i Jordana i Francesca Esteve i Roca de la Casa Rei. Va estudiar legislació a la universitat de Cervera on posteriorment hi exercí com a professor en qualitat de catedràtic durant uns vint-i-cinc anys. Cal esmentar que l'any 1846 fou rector de la Universitat Literària de Barcelona (denominació de la Universitat de Barcelona en aquell període) on destacà la seva voluntat de consolidació d'una plantilla estable. Fou aliat dels moderats fet que li facilità esser elegit com a diputat a corts de Cadis els anys 1813, 1820 i 1837-1839. Fou senador l'any 1840 i posteriorment el nomenaren senador vitalici per Barcelona. Els anys 1839-1840 i 1842-1843 fou senador a les Illes Balears.
Entre 1838-1839 va ser vicepresident del Congrés i participà en diverses discussions i comissions de legislació relatives als codis criminals, rurals així com de consell d'estat, de dret senyorial, contribucions, crèdits públic, contraband i duanes. A Madrid destacà per la seva gestió dels fabricants de Catalunya. Fou regent de l'Audiència de Mallorca (1835 i de la de Barcelona. Posteriorment al seu ingrés a l'Acadèmia de Bones Lletres en va esdevenir el seu president (1839-1842). D'altra banda també va presidir l'Acadèmia de Jurisprudència i legislació de Catalunya (1840-1841).
Com a propietari agricultor estudià els beneficis de la desviació de rius, el sanejament de terres insanes, entre d'altres. L'any 1849 elevà una memòria al Govern sobre el projecte de la direcció que calia donar al riu Llobregat fins a la seva desembocadura. Morí a Barcelona el dia 14 de gener de 1850.

## Publicacions
- Rei Esteve, Joaquim. Discurso que el señor Don Joaquín Rey Regente de la Real Audiencia de las Islas Baleares Distrito, leyó en la solemne apertura del Tribunal el día 2 de enero de 1836. Palma: Imp. del Fanal, 1853. Disponible a: Catàleg de les biblioteques de la UB